# Zero il folle
Zero il folle è il trentunesimo album in studio di Renato Zero, pubblicato il 4 ottobre 2019.

## Il disco
L'album è stato pubblicato a due anni di distanza dal precedente, Zerovskij. L'uscita del disco è stata annunciata durante la quarta puntata del serale Amici, insieme con l'annuncio della tournée, che comincerà il 1º novembre 2019 per poi proseguire fino all'inverno 2020. Ci penserà successivamente Canale 5 a mandare in onda il gran finale della tournée della durata di oltre tre ore con ospiti e interviste a settembre 2020. Ad anticipare l'album, il 17 maggio 2019 è uscito il primo singolo, Mai più da soli, presentato già precedentemente durante un'apparizione al telegiornale.
Per registrare l'album, Renato Zero è ricorso a Trevor Horn, arrangiatore inglese, già produttore di artisti come Paul McCartney, Grace Jones o Tom Jones e che aveva già prodotto alcuni brani nei due capitoli di Amo, e la registrazione del disco è avvenuta a Londra.
La data di uscita dell'album era inizialmente prevista per il 30 settembre 2019, giorno del 69º compleanno dell'artista, ma è stata poi cambiata e spostata a venerdì 4 ottobre 2019.
Il secondo singolo estratto dall'album è La vetrina, pubblicato il 13 settembre 2019, su tutte le piattaforme digitali, mentre l'11 ottobre 2019 è uscito il 45 giri che comprende nel lato A Mai più da soli e nel lato B La vetrina. Il videoclip di quest'ultimo singolo, diversamente da Mai più da soli che è stato registrato a Londra, è stato girato a Ravenna, nei pressi di un ospedale.
Quattro passi nel blu è dedicata agli artisti, nonché suoi amici, scomparsi, tra cui Lucio Dalla e Mango.
Il 23 settembre viene presentata la copertina del disco. Sono in totale quattro copertine, in cui Renato Zero indossa quattro cappelli diversi:
- Cappello blu, accompagnato dalla lettera Z
- Cappello verde, accompagnato dalla lettera E
- Cappello rosso, accompagnato dalla lettera R
- Cappello argentato, accompagnato dalla lettera O

## Tracce
1. Mai più da soli (Renato Zero/Palmer) - 3:55
2. Viaggia (Renato Zero/Clark-Palmer) - 5:09
3. La culla è vuota (Renato Zero/Clark) - 4:02
4. Un uomo è... (Renato Zero/Clark) - 4:16
5. Tutti sospesi (Renato Zero/Madonia-Renato Zero) - 4:02
6. Quanto ti amo (Renato Zero-Vizzini/Vizzini) - 3:40
7. Che fretta c'è (Renato Zero/Madonia-Renato Zero) - 4:45
8. Ufficio reclami (Renato Zero-Incenzo/Madonia-Renato Zero) - 4:25
9. Questi anni miei (Renato Zero/Clark-Palmer) - 4:54
10. Figli tuoi (Renato Zero/Saggese-Palmer) - 3:56
11. La vetrina (Renato Zero/Saggese-Palmer) - 3:43
12. Quattro passi nel blu (Renato Zero/Clark-Palmer) - 4:28
13. Zero il folle (Renato Zero/Madonia-Renato Zero) - 4:15

Viaggia e Quattro passi nel blu hanno la stessa melodia e testo differente.

## Classifiche

### Classifiche settimanali
| Classifica (2019) | Posizione massima |
| ----------------- | ----------------- |
| Italia            | 1                 |
| Italia (vinili)   | 1                 |
| Svizzera          | 70                |

### Classifiche di fine anno
| Classifica (2019) | Posizione |
| ----------------- | --------- |
| Italia            | 31        |
| Italia (vinili)   | 15        |